# 23 مارينا
23 مارينا برج سكني (ناطحة سحاب) يقع في دبي ، الإمارات العربية المتحدة. يتكون من 88 طابقًا ، ويبلغ طوله 392.8 مترًا (1،289 قدمًا). يحتوي البرج على 57 حوض سباحة وكل شقة مزدوجة فيه (من طابقين) مجهزة بمصعد خاص بها.
تم بيع 79 في المائة من شقق المبنى قبل بدء البناء. تم الانتهاء من صب الأساسات في 30 أبريل 2007.

## مراحل البناء

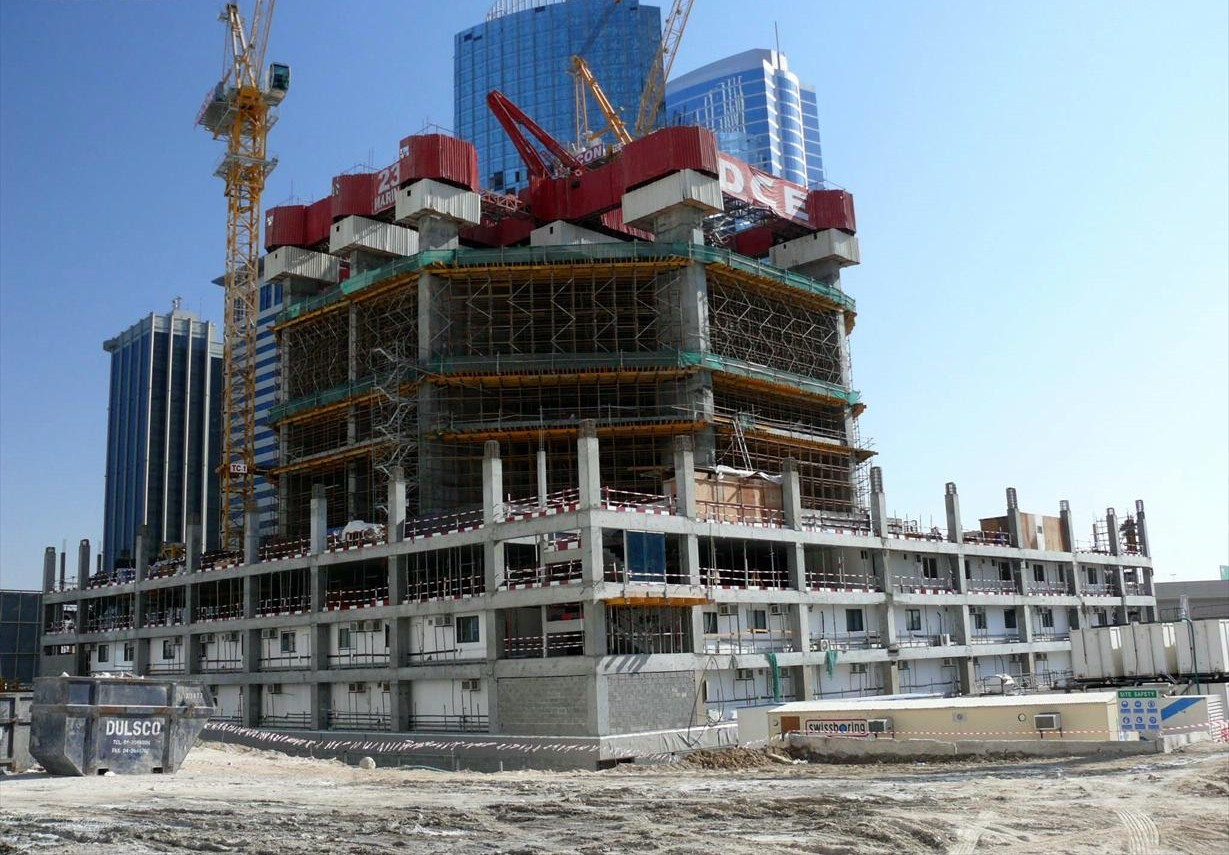
20 ديسمبر 2007
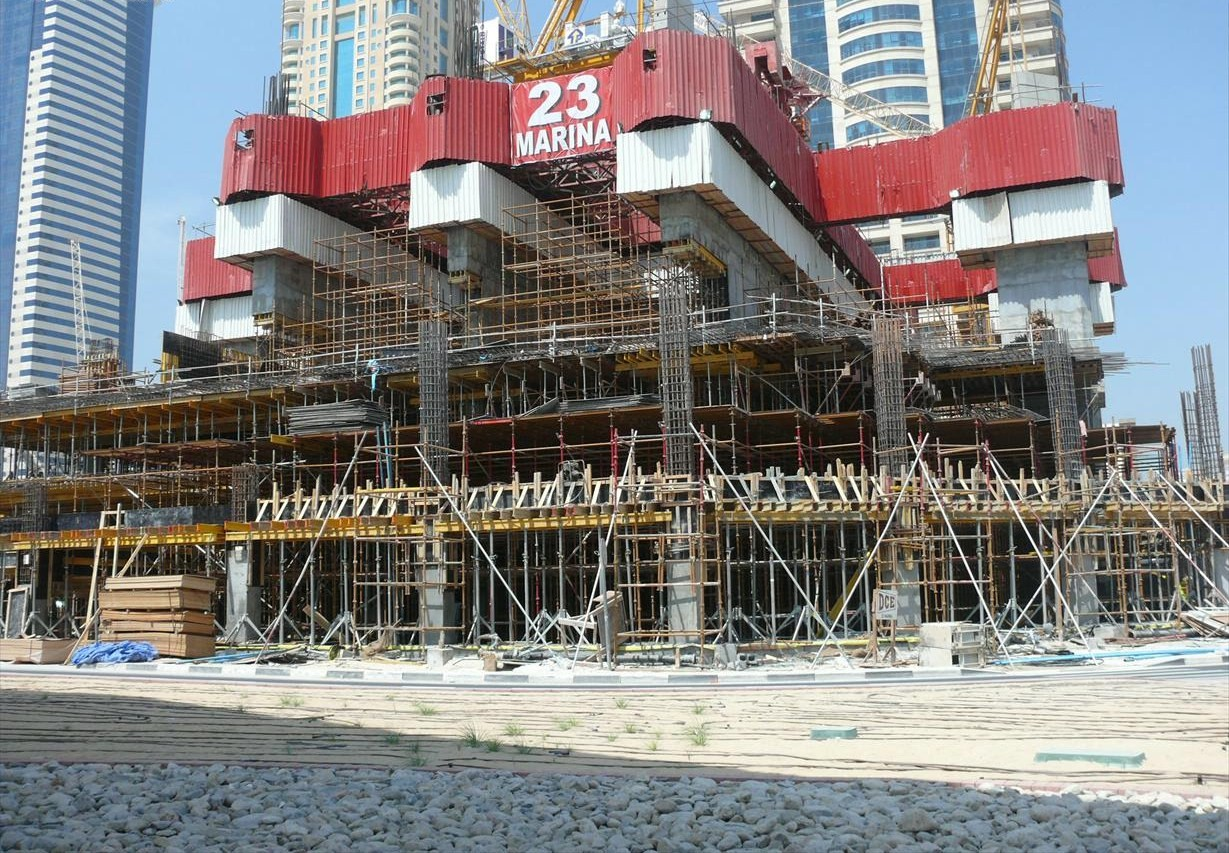
21 سبتمبر 2007
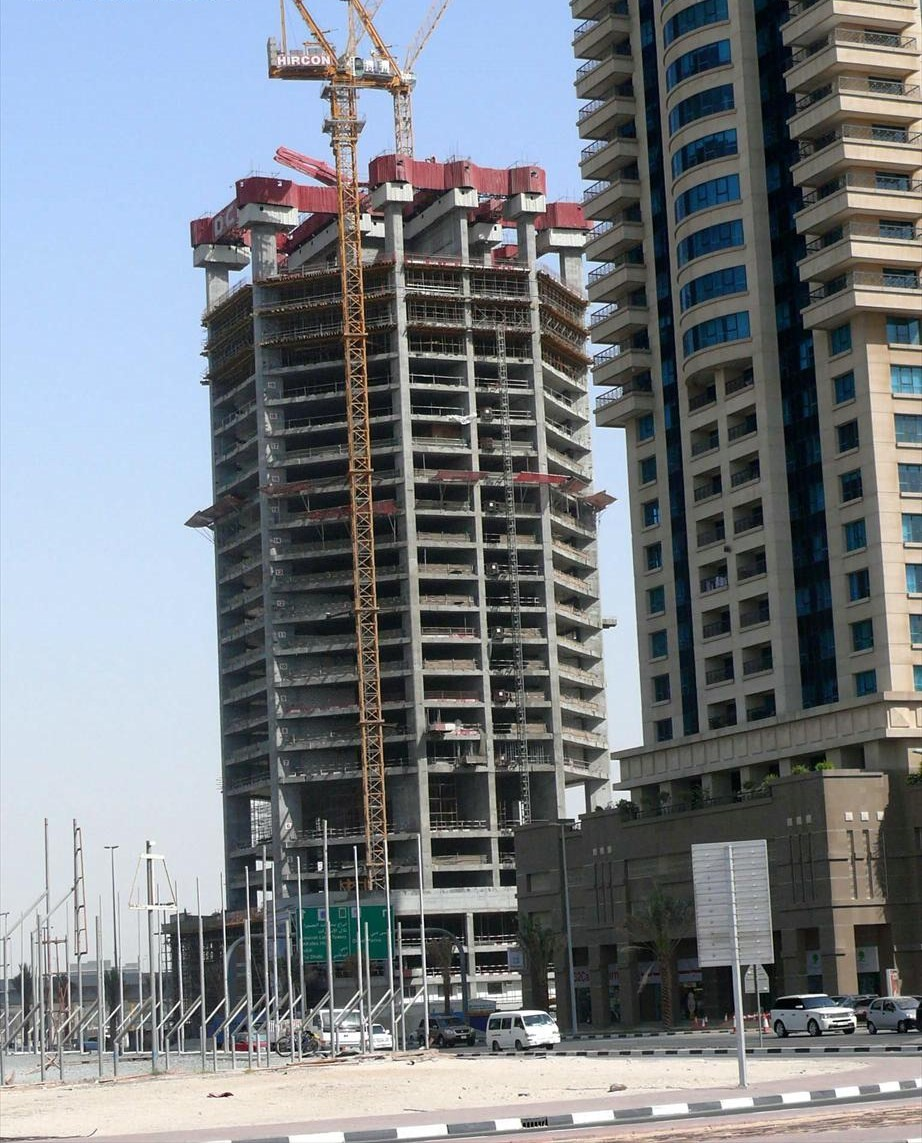
13 يونيو 2008

## وصلات خارجية
- - الموقع الرسمي للمطور